# ماركو كاتانيو (دراج)
ماركو كاتانيو (بالإيطالية: Marco Cattaneo)‏ هو دراج إيطالي، ولد في 28 أكتوبر 1957 في Rovellasca ‏ في إيطاليا.

## وصلات خارجية
- ماركو كاتانيو (دراج) على موقع أرشيف الدراجات (الإنجليزية)
- ماركو كاتانيو (دراج) على موقع إحصائيات الدراجات الإحترافية (الإنجليزية)
- ماركو كاتانيو (دراج) على موقع CycleBase (الإنجليزية)
- ماركو كاتانيو (دراج) على موقع اللجنة الأولمبية الدولية (الإنجليزية)
- ماركو كاتانيو (دراج) على موقع أوليمبيديا (الإنجليزية)